# Szilágyi Dániel
Szilágyi Dániel (Hajdúhadház, 1831. január 15.  – Konstantinápoly, 1885. november 22.) turkológus, Szilágyi János református lelkész és író fia.

## Életpályája
Tanulmányait Hajdúböszörményben, majd Debrecenben végezte. 1848-ban a huszárokhoz állott be, és a szabadságharc leverése után az Oszmán Birodalomba emigrált. Kiválóan megtanult törökül, és elismert tolmács és nyelvtanár lett. Kis könyvesboltot nyitott, ahol nagy szakértelemmel gyűjtötte a török kéziratokat. A kor magyar tudósai, turkológusai rendszeresen látogatták, illetve leveleztek vele, többek között Vámbéry Ármin, Thúry József, Thallóczy Lajos és Kúnos Ignác is. Elsőként figyelt fel a szultáni könyvtárban lappangó korvinákra. Évekig gyűjtötte a Magyarország történetére vonatkozó török kútfőket. 
1885. november 22-én halt meg Konstantinápolyban. Könyvtárának legértékesebb részét, amely közel 500 keleti kéziratot is tartalmazott, halála után a Magyar Tudományos Akadémia vásárolta meg, létrehozva belőle a “Collectio Szilagyianá”-t, amely ma is a Keleti Könyvtár egyik legértékesebb állománya.
Sok íróval és tudóssal levelezett, és több cikket írt a külföldi és hazai lapokba névtelenül vagy álnévvel.